# Lüttich–Bastogne–Lüttich 1983
Lüttich-Bastogne-Lüttich 1983 war die 69. Austragung von Lüttich–Bastogne–Lüttich, eines eintägigen Straßenradrennens. Es wurde am 17. April 1983 über eine Distanz von 244,7 km ausgetragen.
Das Rennen wurde von Steven Rooks vor Giuseppe Saronni und Pascal Jules gewonnen.

## Teilnehmende Mannschaften
| Sem-France Loire-Mavic Del Tongo-Colnago Renault-Elf-Gitane Peugeor-Shell-Michelin | TI-Raleigh-Campagnolo Jacky Aernoudt-Rossin Bianchi-Piaggio Beckers Snacks | Cilo-Aufina Europ Decor-Dries Coop-Mercier-Mavic Eorotex-Magniflex | Splendor-Euro Shop Wolber-Spidel Boule d'Or-Colnago La Redoute-Motobécane | Safir-Van de Ven Elro Snacks-Auto Brabant Fangio-Tönissteiner |

## Ergebnis
| \| Gesamtwertung \| Gesamtwertung \| Gesamtwertung \| Gesamtwertung \| Gesamtwertung \| \| Fahrer \| Fahrer \| Land \| Team \| Zeit \| \| ------------- \| ------------------ \| ------------- \| ---------------------- \| --------------- \| \| 1. \| Steven Rooks \| Niederlande \| Sem-France Loire-Mavic \| 6 h 44 min 12 s \| \| 2. \| Giuseppe Saronni \| Italien \| Del Tongo-Colnago \| + 10 s \| \| 3. \| Pascal Jules \| Frankreich \| Renault-Elf \| + 10 s \| \| 4. \| Phil Anderson \| Australien \| Peugeot-Shell-Michelin \| + 10 s \| \| 5. \| Henk Lubberding \| Niederlande \| TI-Raleigh-Campagnolo \| + 10 s \| \| 6. \| Hennie Kuiper \| Niederlande \| Jacky Aernoudt-Rossin \| + 10 s \| \| 7. \| Adrie van der Poel \| Niederlande \| Jacky Aernoudt-Rossin \| + 28 s \| \| 8. \| Alfons De Wolf \| Belgien \| Bianchi-Piaggio \| + 28 s \| \| 9. \| René Bittinger \| Frankreich \| Sem-France Loire-Mavic \| + 28 s \| \| 10. \| Guido Van Calster \| Belgien \| Del Tongo-Colnago \| + 28 s \| |                    |             |                        |                 |
| |                    |             |                        |                 |
| |                    |             |                        |                 |
| Gesamtwertung |                    |             |                        |                 |
| Fahrer | Fahrer             | Land        | Team                   | Zeit            |
| 1. | Steven Rooks       | Niederlande | Sem-France Loire-Mavic | 6 h 44 min 12 s |
| 2. | Giuseppe Saronni   | Italien     | Del Tongo-Colnago      | + 10 s          |
| 3. | Pascal Jules       | Frankreich  | Renault-Elf            | + 10 s          |
| 4. | Phil Anderson      | Australien  | Peugeot-Shell-Michelin | + 10 s          |
| 5. | Henk Lubberding    | Niederlande | TI-Raleigh-Campagnolo  | + 10 s          |
| 6. | Hennie Kuiper      | Niederlande | Jacky Aernoudt-Rossin  | + 10 s          |
| 7. | Adrie van der Poel | Niederlande | Jacky Aernoudt-Rossin  | + 28 s          |
| 8. | Alfons De Wolf     | Belgien     | Bianchi-Piaggio        | + 28 s          |
| 9. | René Bittinger     | Frankreich  | Sem-France Loire-Mavic | + 28 s          |
| 10. | Guido Van Calster  | Belgien     | Del Tongo-Colnago      | + 28 s          |